# Liste von Sprengstoffanschlägen im Jahr 2009
Die Liste von Sprengstoffanschlägen im Jahr 2009 erfasst Anschläge mit Sprengladungen und anderen Spreng- und Brandvorrichtungen gegen Einrichtungen und Ansammlungen von Menschen, die im Jahr 2009 passierten. Zu den Formen zählen unter anderem Auto- und Rucksackbomben. Siehe auch Liste von Anschlägen auf Verkehrsflugzeuge.

## Liste
| Datum    | Ereignis | Ort                      | Staat           | Tote     | Verletzte | Anmerkung, Quellen |
| -------- | --- | ------------------------ | --------------- | -------- | --------- | --- |
| 1. Jan.  | Sprengstoffanschläge auf Märkte | Guwahati                 | Indien          | 5        | 50        | [ 1 ] [ 2 ] [ 3 ] |
| 2. Jan.  | Selbstmordattentat auf Luftwaffenstützpunkt                                                                                                  | Colombo                  | Sri Lanka       | 2 (+1)   | 31        | [ 4 ] |
| 2. Jan.  | Selbstmordattentat auf Tagung | Babil                    | Irak            | 29 (+1)  | 110       | [ 5 ] |
| 4. Jan.  | Selbstmordattentat auf Kontrollpunkt und Pilger                                                                                              | nahe Bagdad              | Irak            | 35 (+1)  | 65        | [ 6 ] |
| 4. Jan.  | Selbstmordattentat auf Polizeifahrzeug | Khyber Pakhtunkhwa       | Pakistan        | 10 (+1)  | 21        | [ 7 ] |
| 17. Jan. | Selbstmordattentat mit Autobombe auf die deutsche Botschaft                                                                                  | nahe Kabul               | Afghanistan     | 0 (+1)   | 20        | [ 8 ] |
| 27. Jan. | Sprengstoffanschlag auf Videothek | Bogotá                   | Kolumbien       | 2        | 20        | [ 9 ] |
| 2. Feb.  | Raketenangriff auf Krankenhaus | Mullaitivu               | Sri Lanka       | 9        | 20        | [ 10 ] |
| 3. Feb.  | Anschlag mit Autobombe auf schiitische Pilger                                                                                                | nahe Kerbela             | Irak            | 21       | 128       | [ 11 ] |
| 3. Feb.  | Granatenangriff auf Moschee | Dera Ismail Khan         | Pakistan        | 1        | 25        | [ 12 ] |
| 5. Feb.  | Selbstmordattentat auf Prozession | Punjab                   | Pakistan        | 32 (+1)  | 48        | [ 13 ] |
| 9. Feb.  | Selbstmordattentat auf Flüchtlingslager | Mullaitivu               | Sri Lanka       | 29 (+1)  | 64        | [ 14 ] |
| 11. Feb. | Selbstmordattentat auf Justizministerium | Kabul                    | Afghanistan     | 12 (+2)  | 28        | [ 15 ] |
| 11. Feb. | Anschlag mit 2 Autobomben auf Bushaltestelle                                                                                                 | Bagdad                   | Irak            | 16       | 45        | [ 16 ] |
| 12. Feb. | Selbstmordattentat auf schiitische Pilger | Kerbela                  | Irak            | 8 (+1)   | 56        | [ 17 ] |
| 13. Feb. | Selbstmordattentat auf schiitische Pilger | Babil                    | Irak            | 40 (+1)  | 80        | [ 18 ] |
| 15. Feb. | Sprengstoffanschlag auf Minibus | Bagdad                   | Irak            | 2        | 20        | [ 19 ] |
| 20. Feb. | Selbstmordattentate mit Flugzeugen und Sprengstoffanschläge auf Zivilisten                                                                   | Colombo                  | Sri Lanka       | 2 (+2)   | 50        | [ 20 ] |
| 20. Feb. | Selbstmordattentat auf Beerdigung | Dera Ismail Khan         | Pakistan        | 26 (+1)  | 65        | [ 21 ] |
| 22. Feb. | Sprengstoffanschlag auf Markt | nahe Kairo               | Ägypten         | 1        | 25        | [ 22 ] |
| 5. Mrz.  | Anschlag mit Autobombe auf Zivilisten | nahe Hilla               | Irak            | 10       | 68        | [ 23 ] |
| 8. Mrz.  | Selbstmordattentat auf Polizeiakademie | Bagdad                   | Irak            | 28 (+1)  | 58        | [ 24 ] |
| 10. Mrz. | Selbstmordattentat auf Markt und Stammesführer                                                                                               | al-Anbar                 | Irak            | 33 (+1)  | 46        | [ 25 ] |
| 15. Mrz. | Sprengstoffanschlag auf Transportflugzeug | Kampala                  | Uganda          | 11       | 0         | [ 26 ] |
| 16. Mrz. | Selbstmordattentat mit Motorradbombe auf Bushaltestelle                                                                                      | Rawalpindi               | Pakistan        | 14 (+1)  | 28        | [ 27 ] |
| 23. Mrz. | Selbstmordattentat auf Beerdigung | Jalawla                  | Irak            | 15 (+1)  | 30        | [ 28 ] |
| 26. Mrz. | Anschlag mit Autobombe auf Markt | Bagdad                   | Irak            | 20       | 38        | [ 29 ] |
| 27. Mrz. | Selbstmordattentat auf Moschee | nahe Jamrud              | Pakistan        | 56 (+1)  | 158       | [ 30 ] |
| 30. Mrz. | Anschlag mit Schusswaffen und Granaten auf Polizeitrainingszentrum                                                                           | Punjab                   | Pakistan        | 12       | 90        | [ 31 ] |
| 5. Apr.  | Selbstmordattentat auf Moschee | Chakwal                  | Pakistan        | 24 (+1)  | 140       | [ 32 ] |
| 6. Apr.  | Anschlag mit Autobombe auf Markt | Bagdad                   | Irak            | 10       | 65        | [ 33 ] |
| 6. Apr.  | Anschlag mit Autobombe auf Markt | Bagdad                   | Irak            | 4        | 20        | [ 34 ] |
| 6. Apr.  | Anschlag mit 2 Autobomben auf Markt, Klinik, Schule, Kontrollpunkt und Zivilisten                                                            | Bagdad                   | Irak            | 12       | 25        | [ 35 ] [ 36 ] |
| 6. Apr.  | Anschlag mit Autobombe auf Markt | Guwahati                 | Indien          | 9        | 57        | [ 37 ] |
| 7. Apr.  | Anschlag mit Autobombe auf Moschee und Zivilisten                                                                                            | Bagdad                   | Irak            | 9        | 20        | [ 38 ] |
| 8. Apr.  | Sprengstoffanschlag auf Fußgängerzone | nahe Bagdad              | Irak            | 7        | 23        | [ 39 ] |
| 8. Apr.  | Anschlag mit Autobombe auf Zivilisten | Bagdad                   | Irak            | 6        | 25        | [ 40 ] |
| 15. Apr. | Anschlag mit Autobombe auf Polizeibus | Kirkuk                   | Irak            | 11       | 21        | [ 41 ] |
| 20. Apr. | 2 Selbstmordattentate mit Schusswaffen auf Zivilisten                                                                                        | Ostprovinz               | Sri Lanka       | 17 (+3)  | 200+      | [ 42 ] |
| 23. Apr. | Selbstmordattentat auf Zivilisten | Bagdad                   | Irak            | 31 (+1)  | 50        | [ 43 ] |
| 23. Apr. | Selbstmordattentat auf schiitische Pilger | Diyala                   | Irak            | 48 (+1)  | 77        | [ 44 ] |
| 24. Apr. | Selbstmordattentat auf Schrein | Bagdad                   | Irak            | 66 (+2)  | 127       | [ 45 ] |
| 25. Apr. | Mörserangriff auf Parlamentsgebäude | Mogadischu               | Somalia         | 8        | 21        | [ 46 ] |
| 29. Apr. | Anschlag mit 2 Autobomben auf Märkte | Bagdad                   | Irak            | 45       | 78        | [ 47 ] |
| 6. Mai   | Selbstmordattentat mit Autobombe auf Markt                                                                                                   | nahe Bagdad              | Irak            | 9 (+1)   | 37        | [ 48 ] |
| 12. Mai  | Mörserangriff auf medizinische Einrichtung                                                                                                   | Nordprovinz              | Sri Lanka       | 49       | 50        | [ 49 ] |
| 12. Mai  | Selbstmordattentat mit Schusswaffen auf Polizeihauptquartier und Regierungsgebäude                                                           | Chost                    | Afghanistan     | 18       | 50        | [ 50 ] [ 51 ] [ 52 ] |
| 13. Mai  | Selbstmordattentat mit Autobombe auf NATO-Stützpunkt                                                                                         | Chost                    | Afghanistan     | 6 (+1)   | 21        | [ 53 ] |
| 16. Mai  | Anschlag mit Autobombe auf Zivilisten | Peschawar                | Pakistan        | 13       | 33        | [ 54 ] |
| 17. Mai  | Sprengstoffanschlag auf Bahnhof, Zug und Zivilisten                                                                                          | Dhanusha                 | Nepal           | 0        | 30        | [ 55 ] |
| 20. Mai  | Anschlag mit Autobombe auf Zivilisten | Bagdad                   | Irak            | 41       | 83        | [ 56 ] |
| 22. Mai  | Anschlag mit Autobombe auf Kino | Peschawar                | Pakistan        | 7        | 80        | [ 57 ] |
| 26. Mai  | Selbstmordattentat auf Polizist | Andijon                  | Usbekistan      | 1 (+1)   | 3         | [ 58 ] |
| 26. Mai  | Anschlag mit Schusswaffen und Raketenwerfer auf Polizeistation                                                                               | Xonobod                  | Usbekistan      | 1        | 3         | [ 59 ] |
| 27. Mai  | Selbstmordattentat mit Autobombe und Schusswaffen auf Regierungs- und Polizeigebäude                                                         | Lahore                   | Pakistan        | 30       | 200+      | [ 60 ] |
| 28. Mai  | Sprengstoffanschlag auf Zivilisten | Peschawar                | Pakistan        | 1        | 20        | [ 61 ] |
| 28. Mai  | Anschlag mit Autobombe und Schusswaffen auf Zivilisten                                                                                       | Peschawar                | Pakistan        | 5 (+2)   | 70        | [ 62 ] |
| 29. Mai  | Sprengstoffanschlag auf Moschee | Zahedan                  | Iran            | 20       | 50        | [ 63 ] |
| 3. Jun.  | Sprengstoffanschlag auf Café | Bagdad                   | Irak            | 9        | 31        | [ 64 ] |
| 5. Jun.  | Selbstmordattentat auf Moschee | Khyber Pakhtunkhwa       | Pakistan        | 30 (+1)  | 60        | [ 65 ] |
| 8. Jun.  | Sprengstoffanschlag auf Minibus | Bagdad                   | Irak            | 7        | 24        | [ 66 ] |
| 9. Jun.  | Selbstmordattentate mit Autobomben und Schusswaffen auf Hotel                                                                                | Peschawar                | Pakistan        | 16 (+3)  | 57        | [ 67 ] |
| 10. Jun. | Selbstmordattentat mit Autobombe auf Zivilisten                                                                                              | Dhi Qar                  | Irak            | 27 (+1)  | 45        | [ 68 ] |
| 11. Jun. | Granatenangriff auf Zivilisten | Khyber Pakhtunkhwa       | Pakistan        | 0        | 21        | [ 69 ] |
| 11. Jun. | Sprengstoffanschlag auf Passagierzug | Belutschistan            | Pakistan        | 1        | 32        | [ 70 ] |
| 14. Jun. | Anschlag mit Autobombe auf Markt | Dera Ismail Khan         | Pakistan        | 9        | 36        | [ 71 ] |
| 18. Jun. | Selbstmordattentat mit Autobombe auf Hotel                                                                                                   | Beledweyne               | Somalia         | 54 (+1)  | 62        | [ 72 ] |
| 20. Jun. | Granatenangriff auf Zivilisten | Maasim                   | Philippinen     | 1        | 32        | [ 73 ] |
| 20. Jun. | Selbstmordattentat mit Autobombe auf Moschee                                                                                                 | Tuz Churmatu             | Irak            | 82 (+1)  | 211       | [ 74 ] |
| 21. Jun. | Selbstmordattentat auf Restaurant | Bagdad                   | Irak            | 15 (+1)  | 25        | [ 75 ] |
| 22. Jun. | Anschlag mit Autobombe auf Markt | Bagdad                   | Irak            | 4        | 30        | [ 76 ] |
| 22. Jun. | Selbstmordattentat mit Motorradbombe und Sprengsatz auf Zivilisten                                                                           | Chost                    | Afghanistan     | 6 (+1)   | 26        | [ 77 ] |
| 22. Jun. | Selbstmordattentat mit Autobombe und Sprengsatz auf Regierungsgebäude                                                                        | Chost                    | Afghanistan     | 10 (+1)  | 41        | [ 78 ] |
| 22. Jun. | Sprengstoffanschlag auf Zivilisten | Bagdad                   | Irak            | 5        | 20        | [ 79 ] |
| 22. Jun. | Anschlag mit Autobombe auf Markt | Bagdad                   | Irak            | 4        | 20        | [ 80 ] |
| 24. Jun. | Anschlag mit Autobombe auf Einkaufszentrum                                                                                                   | Bagdad                   | Irak            | 55       | 116       | [ 81 ] |
| 25. Jun. | Sprengstoffanschlag auf Markt | Bagdad                   | Irak            | 2        | 26        | [ 82 ] |
| 26. Jun. | Anschlag mit Autobombe auf Markt | Bagdad                   | Irak            | 13       | 45        | [ 83 ] |
| 30. Jun. | Anschlag mit Autobombe auf kurdischen Gemüsemarkt                                                                                            | Kirkuk                   | Irak            | 35       | 95        | [ 84 ] |
| 2. Jul.  | Selbstmordattentat mit Motorradbombe auf Bus                                                                                                 | Rawalpindi               | Pakistan        | 1 (+1)   | 40        | [ 85 ] |
| 5. Jul.  | Sprengstoffanschlag auf Kathedrale | nahe Cotabato City       | Philippinen     | 4        | 34        | [ 86 ] |
| 7. Jul.  | Anschlag mit Autobombe auf Tankstelle und Zivilisten                                                                                         | Jolo                     | Philippinen     | 2        | 24        | [ 87 ] |
| 8. Jul.  | Anschlag mit Autobombe auf Zivilisten und Ersthelfer                                                                                         | Lugar                    | Afghanistan     | 25       | 5         | [ 88 ] |
| 9. Jul.  | Sprengstoffanschlag auf Restaurant | Prag                     | Tschechien      | 0        | 4         | [ 89 ] |
| 9. Jul.  | Sprengstoffanschlag auf Zivilisten | Bagdad                   | Irak            | 9        | 35        | [ 90 ] |
| 9. Jul.  | Sprengstoffanschlag auf Markt | Bagdad                   | Irak            | 6        | 25        | [ 91 ] |
| 11. Jul. | Anschlag mit Autobombe | nahe Mossul              | Irak            | 5        | 38        | [ 92 ] |
| 12. Jul. | Anschlag mit Autobombe und 4 Sprengsätzen auf Kirchen                                                                                        | Bagdad                   | Irak            | 4        | 32        | [ 93 ] [ 94 ] [ 95 ] [ 96 ] [ 97 ] |
| 13. Jul. | Sprengstoffanschlag auf Zivilisten | Punjab                   | Pakistan        | 15       | 70        | [ 98 ] |
| 17. Jul. | 2 Selbstmordattentate auf Hotels | Jakarta                  | Indonesien      | 7 (+2)   | 50        | [ 99 ] [ 100 ] |
| 18. Jul. | Anschlag mit Schusswaffen und Sprengstoff auf Radiosender                                                                                    | Antananarivo             | Madagaskar      | 2        | 0         | [ 101 ] |
| 21. Jul. | Selbstmordattentat mit Autobombe auf Restaurants und Polizisten                                                                              | Ramadi                   | Irak            | 5 (+1)   | 20        | [ 102 ] |
| 21. Jul. | Anschlag mit Schusswaffen und Granate auf Zivilisten                                                                                         | Corinto                  | Kolumbien       | 3        | 20        | [ 103 ] |
| 21. Jul. | Sprengstoffanschlag auf Markt | Bagdad                   | Irak            | 8        | 70        | [ 104 ] [ 105 ] |
| 28. Jul. | Sprengstoffanschlag auf Café | Bagdad                   | Irak            | 2        | 28        | [ 106 ] |
| 29. Jul. | Anschlag mit Autobombe auf Polizeikaserne | Burgos                   | Spanien         | 0        | 46        | [ 107 ] |
| 30. Jul. | Sprengstoffanschlag auf Polizeifahrzeug | nahe Calvià              | Spanien         | 2        | 0         | [ 108 ] |
| 31. Jul. | Anschlag mit Autobombe auf Moschee | Bagdad                   | Irak            | 24       | 107       | [ 109 ] |
| 2. Aug.  | Anschlag mit Autobombe auf Markt | Haditha                  | Irak            | 7        | 20        | [ 110 ] |
| 3. Aug.  | Sprengstoffanschläge auf Busse mit schiitischen Pilgern                                                                                      | nahe Hilla               | Irak            | 2        | 26        | [ 111 ] |
| 6. Aug.  | Anschlag mit Autobombe auf Markt | Kirkuk                   | Irak            | 5        | 30        | [ 112 ] |
| 7. Aug.  | Selbstmordattentat mit Autobombe auf Moschee                                                                                                 | Ninawa                   | Irak            | 39 (+1)  | 276       | [ 113 ] |
| 8. Aug.  | Selbstmordattentat auf die französische Botschaft                                                                                            | Nouakchott               | Mauretanien     | 0 (+1)   | 3         | [ 114 ] |
| 9. Aug.  | Sprengstoffanschlag auf Restaurant | Palma                    | Spanien         | 0        | 2         | [ 115 ] |
| 10. Aug. | Anschlag mit 2 Autobomben auf schiitische Tagelöhner                                                                                         | Bagdad                   | Irak            | 14       | 81        | [ 116 ] [ 117 ] |
| 10. Aug. | Anschlag mit 2 Autobomben auf Zivilisten | Ninawa                   | Irak            | 25       | 70        | [ 118 ] |
| 11. Aug. | Anschlag mit 2 Autobomben und Sprengsatz auf Zivilisten                                                                                      | Bagdad                   | Irak            | 8        | 30        | [ 119 ] |
| 13. Aug. | Selbstmordattentat auf Zivilisten | nahe Sindschar           | Irak            | 21 (+2)  | 34        | [ 120 ] |
| 17. Aug. | Sprengstoffanschlag auf Polizeistation | Nasran                   | Russland        | 25+      | 138+      | [ 121 ] [ 122 ] |
| 18. Aug. | Selbstmordattentat mit Autobombe auf Polizeiakademie                                                                                         | Boumerdes                | Algerien        | 42 (+1)  | 38        | [ 123 ] |
| 19. Aug. | Selbstmordattentat mit 7 Autobomben auf das Finanzministerium                                                                                | Bagdad                   | Irak            | 101 (+1) | 552       | [ 124 ] |
| 20. Aug. | Sprengstoffanschlag auf Markt | Babil                    | Irak            | 9        | 42        | [ 125 ] |
| 20. Aug. | Sprengstoffanschlag auf Minibus | Babil                    | Irak            | 8        | 24        | [ 126 ] |
| 20. Aug. | Sprengstoffanschlag auf Markt | Babil                    | Irak            | 13       | 130       | [ 127 ] |
| 20. Aug. | Granatenangriff auf Zivilisten | General Luna             | Philippinen     | 1        | 20        | [ 128 ] |
| 21. Aug. | Anschlag mit Haftbombe auf Lastwagen | Bagdad                   | Irak            | 2        | 20        | [ 129 ] |
| 25. Aug. | Anschlag mit Autobombe auf Restaurant | Narathiwat               | Thailand        | 0        | 43        | [ 130 ] |
| 25. Aug. | Anschlag mit 5 Autobomben auf japanische Baufirma                                                                                            | Kandahar                 | Afghanistan     | 36       | 64        | [ 131 ] |
| 27. Aug. | Selbstmordattentat auf Mohammed ibn Naif | Riad                     | Saudi-Arabien   | 0 (+1)   | 1         | [ 132 ] |
| 29. Aug. | Anschlag mit Autobombe auf Zivilisten | nahe Sindschar           | Irak            | 6        | 20        | [ 133 ] |
| 2. Sep.  | Selbstmordattentat auf Moschee | Laghman                  | Afghanistan     | 18 (+1)  | 35        | [ 134 ] |
| 3. Sep.  | Anschlag mit Autobombe auf Schrein | Babil                    | Irak            | 3        | 51        | [ 135 ] |
| 3. Sep.  | Anschlag mit Autobombe auf Zivilisten | Pattani                  | Thailand        | 1        | 29        | [ 136 ] |
| 5. Sep.  | Granatenangriff auf Zivilisten | Medellín                 | Kolumbien       | 1        | 30        | [ 137 ] |
| 7. Sep.  | Selbstmordattentat auf Moschee | Baquba                   | Irak            | 5 (+1)   | 20        | [ 138 ] |
| 10. Sep. | Sprengstoffanschlag auf Markt | Hilla                    | Irak            | 2        | 20        | [ 139 ] |
| 10. Sep. | Sprengstoffanschlag auf Markt | Babil                    | Irak            | 4        | 29        | [ 140 ] |
| 10. Sep. | 2 Selbstmordattentate mit Autobomben auf Zivilisten                                                                                          | nahe Mossul              | Irak            | 20 (+2)  | 27        | [ 141 ] [ 142 ] |
| 18. Sep. | Anschlag mit Autobombe auf Markt | Babil                    | Irak            | 7        | 21        | [ 143 ] |
| 18. Sep. | Selbstmordattentat mit Autobombe auf Markt                                                                                                   | Khyber Pakhtunkhwa       | Pakistan        | 24 (+1)  | 36        | [ 144 ] |
| 26. Sep. | Selbstmordattentat mit Autobombe und Granate auf Bank                                                                                        | Peschawar                | Pakistan        | 6 (+1)   | 40        | [ 145 ] |
| 26. Sep. | Granatenangriff auf Markt | Südprovinz               | Ruanda          | 4        | 52        | [ 146 ] |
| 29. Sep. | Sprengstoffanschlag auf Bus | Kandahar                 | Afghanistan     | 30       | 39        | [ 147 ] |
| 3. Okt.  | Anschlag mit Motorradbombe auf Markt | Kunduz                   | Afghanistan     | 4        | 20        | [ 148 ] |
| 6. Okt.  | Anschlag mit Autobombe und Sprengsatz auf Zivilisten                                                                                         | al-Anbar                 | Irak            | 8        | 25        | [ 149 ] |
| 6. Okt.  | Anschlag mit 2 Autobomben, Sprengsatz und Schusswaffen auf Zivilisten                                                                        | Narathiwat               | Thailand        | 3        | 49        | [ 150 ] [ 151 ] |
| 7. Okt.  | Raketenangriff auf Kontrollpunkt und Bus | Ghazni                   | Afghanistan     | 2        | 25        | [ 152 ] |
| 8. Okt.  | Selbstmordattentat mit Autobombe auf die indische Botschaft                                                                                  | Kabul                    | Afghanistan     | 12 (+1)  | 83        | [ 153 ] |
| 9. Okt.  | Selbstmordattentat mit Autobombe auf Markt und Zivilisten                                                                                    | Peschawar                | Pakistan        | 41 (+1)  | 100+      | [ 154 ] |
| 14. Okt. | Sprengstoffanschlag auf Zivilisten | Kerbela                  | Irak            | 4        | 40        | [ 155 ] [ 156 ] |
| 14. Okt. | Granatenangriff auf Festival | Chișinău                 | Republik Moldau | 0        | 39        | [ 157 ] |
| 15. Okt. | Anschlag mit Schusswaffen und Granate auf Polizeitrainingszentrum                                                                            | Lahore                   | Pakistan        | 10       | 50        | [ 158 ] |
| 16. Okt. | Selbstmordattentat auf Moschee | Tal Afar                 | Irak            | 12 (+1)  | 75        | [ 159 ] |
| 18. Okt. | Selbstmordattentat auf Stammesversammlung | Sistan und Belutschistan | Iran            | 34 (+1)  | 25        | [ 160 ] |
| 20. Okt. | Selbstmordattentat auf Universität | Islamabad                | Pakistan        | 6 (+2)   | 33        | [ 161 ] |
| 20. Okt. | Granatenangriff auf Zivilisten | Marawi                   | Philippinen     | 3        | 21        | [ 162 ] |
| 25. Okt. | 2 Selbstmordattentate mit Autobomben auf Regierungsgebäude                                                                                   | Bagdad                   | Irak            | 151 (+2) | 720       | [ 163 ] [ 164 ] |
| 28. Okt. | Anschlag mit Autobombe auf Markt | Peschawar                | Pakistan        | 120      | 200       | [ 165 ] |
| 1. Nov.  | Sprengstoffanschlag auf Markt | Babil                    | Irak            | 9        | 38        | [ 166 ] |
| 1. Nov.  | Sprengstoffanschlag auf Markt | Babil                    | Irak            | 5        | 37        | [ 167 ] |
| 2. Nov.  | Selbstmordattentat mit Autobombe auf Bank | Rawalpindi               | Pakistan        | 34 (+1)  | 63        | [ 168 ] |
| 10. Nov. | Selbstmordattentat mit Autobombe auf Basar                                                                                                   | Charsadda                | Pakistan        | 33 (+1)  | 100+      | [ 169 ] |
| 19. Nov. | Selbstmordattentat auf Gericht | Peschawar                | Pakistan        | 16 (+1)  | 26        | [ 170 ] |
| 19. Nov. | Sprengstoffanschlag auf Zug | Jharkhand                | Indien          | 2        | 45        | [ 171 ] |
| 20. Nov. | Selbstmordattentat mit Motorradbombe auf Markt                                                                                               | Farah                    | Afghanistan     | 17 (+1)  | 38        | [ 172 ] |
| 22. Nov. | Sprengstoffanschlag auf Hotel | Assam                    | Indien          | 8        | 54        | [ 173 ] |
| 25. Nov. | Anschlag mit Sprengsatz und Motorradbombe auf Restaurant                                                                                     | Kerbela                  | Irak            | 5        | 26        | [ 174 ] |
| 26. Nov. | Sprengstoffanschlag auf Markt | Babil                    | Irak            | 3        | 28        | [ 175 ] |
| 27. Nov. | Sprengstoffanschlag auf Passagierzug | nahe Bologoje            | Russland        | 26       | 100       | [ 176 ] |
| 1. Dez.  | Granatenangriff auf Zivilisten | Kirkuk                   | Irak            | 0        | 26        | [ 177 ] |
| 2. Dez.  | Sprengstoffanschlag auf Kino | Boosaaso                 | Somalia         | 2        | 25        | [ 178 ] |
| 3. Dez.  | Selbstmordattentat auf Hotel | Mogadischu               | Somalia         | 23 (+1)  | 60        | [ 179 ] |
| 4. Dez.  | Selbstmordattentat mit Schusswaffen auf Moschee                                                                                              | Rawalpindi               | Pakistan        | 30 (+2)  |           | [ 180 ] |
| 7. Dez.  | Selbstmordattentat auf Gericht | Peschawar                | Pakistan        | 2 (+1)   | 20        | [ 181 ] |
| 7. Dez.  | Sprengstoffanschlag auf Schule | Bagdad                   | Irak            | 7        | 41        | [ 182 ] |
| 7. Dez.  | Selbstmordattentat auf Markt | Lahore                   | Pakistan        | 49 (+2)  | 150       | [ 183 ] |
| 8. Dez.  | Anschlag mit Autobombe, Granaten und Schusswaffen auf Regierungsgebäude                                                                      | Multan                   | Pakistan        | 9        | 40        | [ 184 ] |
| 8. Dez.  | 5 Selbstmordattentate mit Autobomben auf Finanzministerium, Gerichtsgebäude, Innenministerium, Justizinstitut und eine technische Hochschule | Bagdad                   | Irak            | 127 (+5) | 448       | [ 185 ] [ 186 ] [ 187 ] [ 188 ] [ 189 ] [ 190 ] |
| 13. Dez. | Anschlag mit Autobombe auf Militärrekrutierungszentrum                                                                                       | Bagdad                   | Irak            | 1        | 20        | [ 191 ] |
| 15. Dez. | Selbstmordattentat mit Autobombe auf Markt                                                                                                   | Punjab                   | Pakistan        | 27 (+1)  | 50        | [ 192 ] |
| 16. Dez. | Granatenangriff auf Konzert | Jamrud                   | Pakistan        | 4        | 27        | [ 193 ] |
| 18. Dez. | Selbstmordattentat mit Autobombe auf Moschee                                                                                                 | Khyber Pakhtunkhwa       | Pakistan        | 11 (+1)  | 29        | [ 194 ] |
| 23. Dez. | Sprengstoffanschlag auf Zivilisten | Bagdad                   | Irak            | 3        | 28        | [ 195 ] |
| 24. Dez. | Anschlag mit Autobombe und Sprengsatz auf Zivilisten                                                                                         | Hilla                    | Irak            | 25       | 105       | [ 196 ] |
| 24. Dez. | Sprengstoffanschlag auf Beerdigung | Bagdad                   | Irak            | 9        | 33        | [ 197 ] |
| 24. Dez. | Sprengstoffanschlag auf Zivilisten | Bagdad                   | Irak            | 5        | 20        | [ 198 ] |
| 24. Dez. | Sprengstoffanschlag auf schiitische Pilger                                                                                                   | Kerbela                  | Irak            | 0        | 22        | [ 199 ] |
| 25. Dez. | Northwest-Airlines-Flug 253 | Romulus (Michigan)       | USA             | 0        | 2 (+1)    | Der wegen des Sprengstoff-Verstecks „Unterhosen-Bomber“ oder nach dem Tatzeitpunkt „Weihnachts-Bomber“ genannte 23-jährige Nigerianer Umar Farouk Abdulmutallab entzündete kurz vor der Landung über 80 g Nitropenta, konnte aber von anderen Passagieren überwältigt werden. Ein Flugbegleiter erstickte die Flammen. |
| 25. Dez. | Sprengstoffanschlag auf Zivilisten | Bagdad                   | Irak            | 6        | 26        | [ 201 ] |
| 25. Dez. | Sprengstoffanschlag auf Zivilisten | nahe Bagdad              | Irak            | 3        | 20        | [ 202 ] |
| 27. Dez. | Selbstmordattentat auf Moschee | Muzaffarabad             | Pakistan        | 10 (+1)  | 81        | [ 203 ] |
| 27. Dez. | Sprengstoffanschlag auf Prozession | Karatschi                | Pakistan        | 0        | 26        | [ 204 ] |
| 28. Dez. | Selbstmordattentat auf schiitische Prozession                                                                                                | Karatschi                | Pakistan        | 44 (+1)  | 100+      | [ 205 ] |
| 30. Dez. | Sprengstoffanschlag auf schiitische Pilger                                                                                                   | Diyala                   | Irak            | 7        | 28        | [ 206 ] |